# コンニャク
コンニャク（蒟蒻、菎蒻、学名：Amorphophallus konjac）は、サトイモ科の植物、あるいはその球茎から製造される食品である。以下、本項では植物としてのコンニャクを表記する場合は「コンニャク」、食品などの加工品としてのコンニャクを表記する場合は「蒟蒻」として区別する。

## 名前と分類
学名はAmorphophallus konjac。英名はelephant foot（ゾウの足という意味）あるいはdevil's tongue（悪魔の舌）とも言い、それぞれ芋と花の形態に由来する。

## 形態
サトイモ科の夏緑多年生植物で、扁平な円形の地下茎があり、地上には葉だけを出す。地上に立ち上がる茎は高さ1mほどに伸び、先端は平らに開いて鳥足状に小葉をつける。小葉は柔らかくて、つやがあり、楕円形。サトイモ科の多くはハート形の大きな葉をつけるが、コンニャクは一見すると茎から枝と葉が出た双子葉植物のように見える。しかし茎のように見える部分は葉柄で、枝のように見える部分は小葉柄であって、楕円形の小葉や枝のような部分は葉としてすべて繋がっている。1つの株から出る葉はただ1枚だけで、沢山の葉にソックリな形で広がっているにすぎない。単子葉植物でありながら小葉の葉脈は網状脈である。
根には主根にあたるものが存在せず、芋の上部から沢山の太い基根が生えて土の浅いところを水平に広がる。枝分かれした支根がほとんど発達しない所にも特徴がある。根で呼吸を行うため芋を深く埋めてもタコの足のように地表付近に上がってくる。
生長に伴って根とは別に地下茎として吸枝（キュウシ）を出し、その先端に養分を蓄えて生子（キゴ）を作る。この生子から次の世代の芽が出るため、種芋として使用される。
株は次第に大きくなるが、ある程度大きくならないと花はつかない。栽培下では5-6年で開花する。開花する時には葉は出ず、また開花後に株は枯れる。花は全体の高さが2mほどにもなる。いわゆる肉穂花序の付属体は円錐形で高くまっすぐに伸び上がり、仏縁苞は上向きにラッパ状に開き、舷部（伸び出した部分）は背面に反り返る。花全体は黒っぽい紫。独特の臭いを放つ。果実は液果。

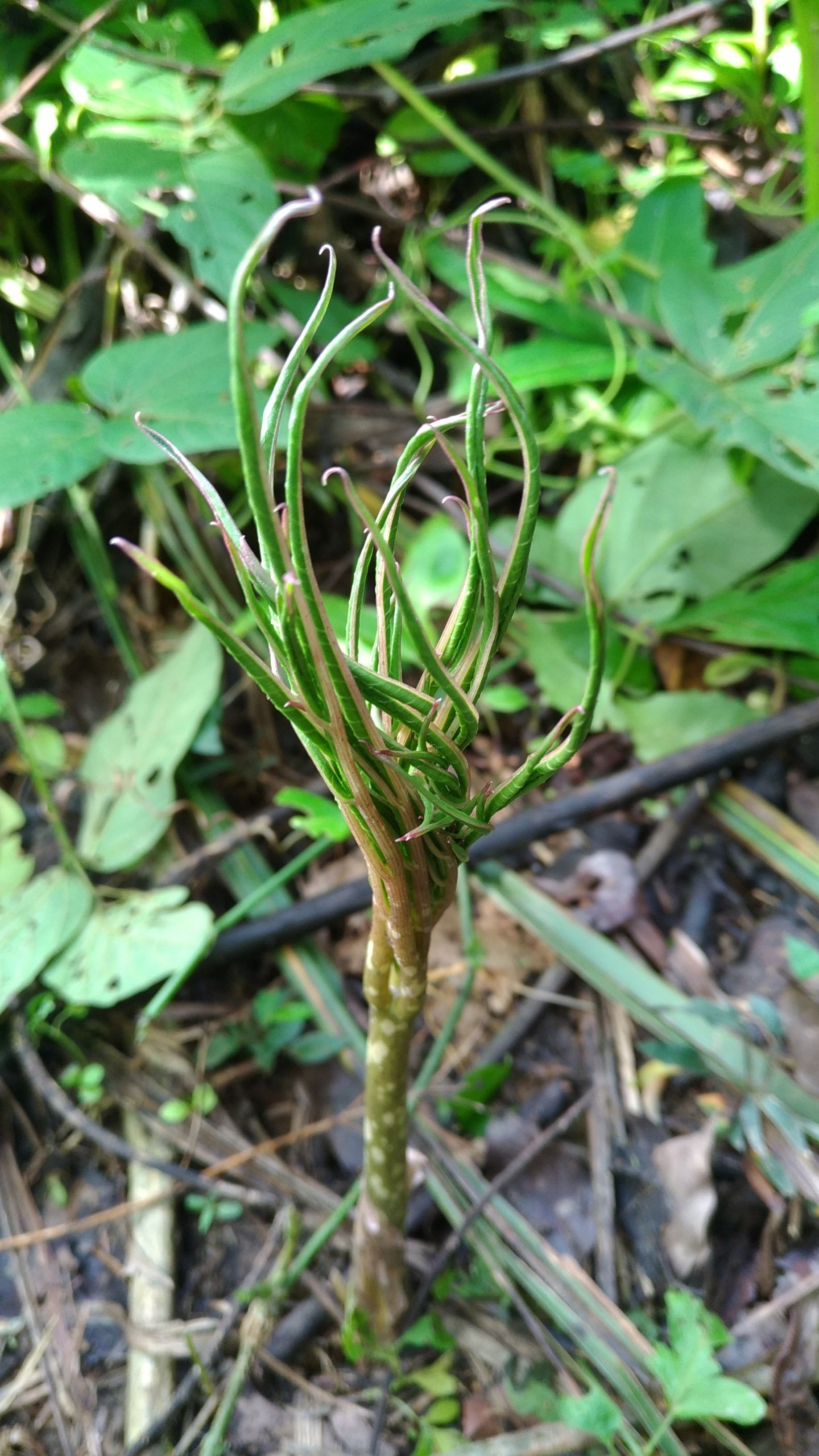
葉が展開し始めた幼苗
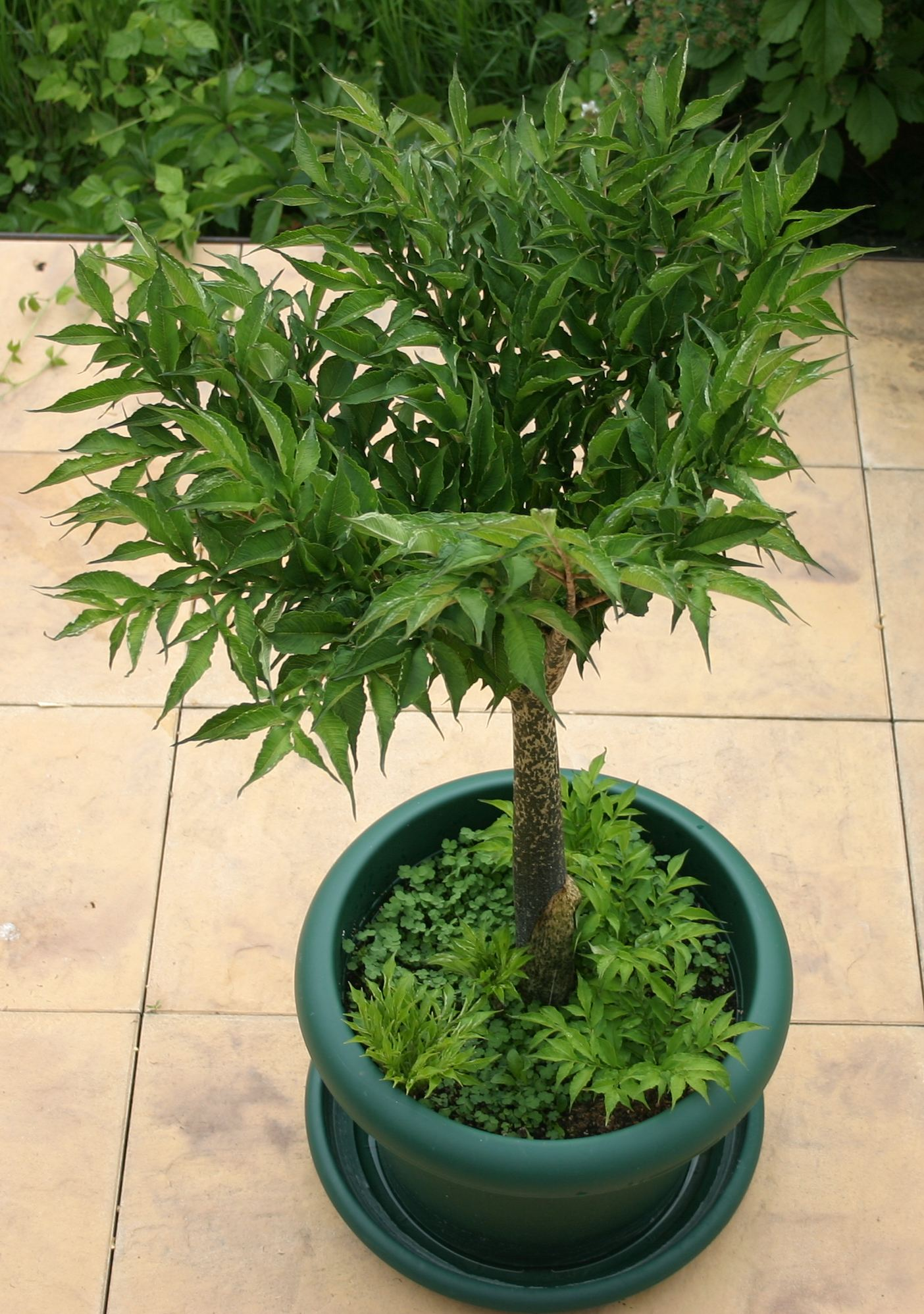
葉および茎
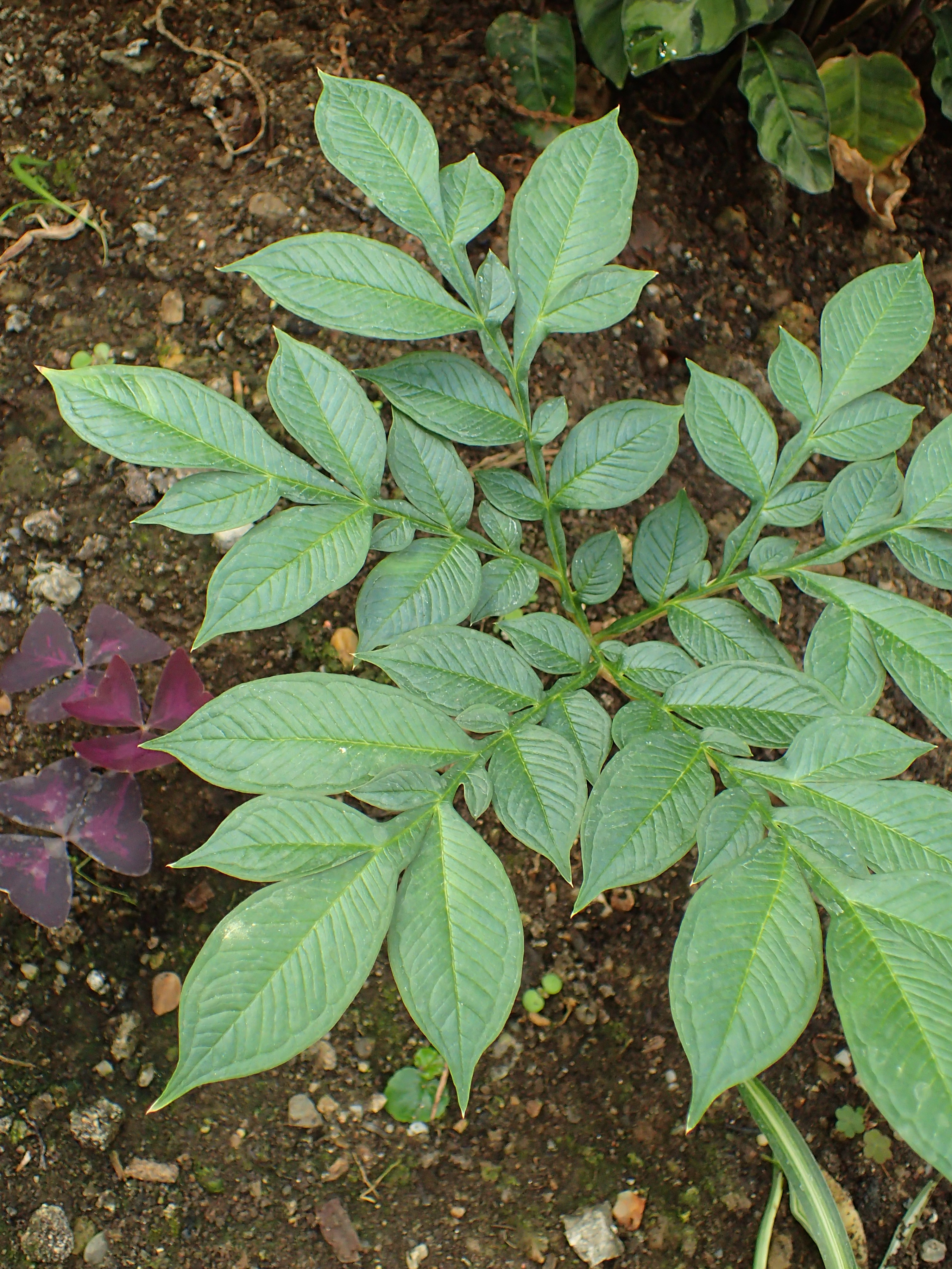
全ての小葉と小葉柄が1枚の葉として繋がっている
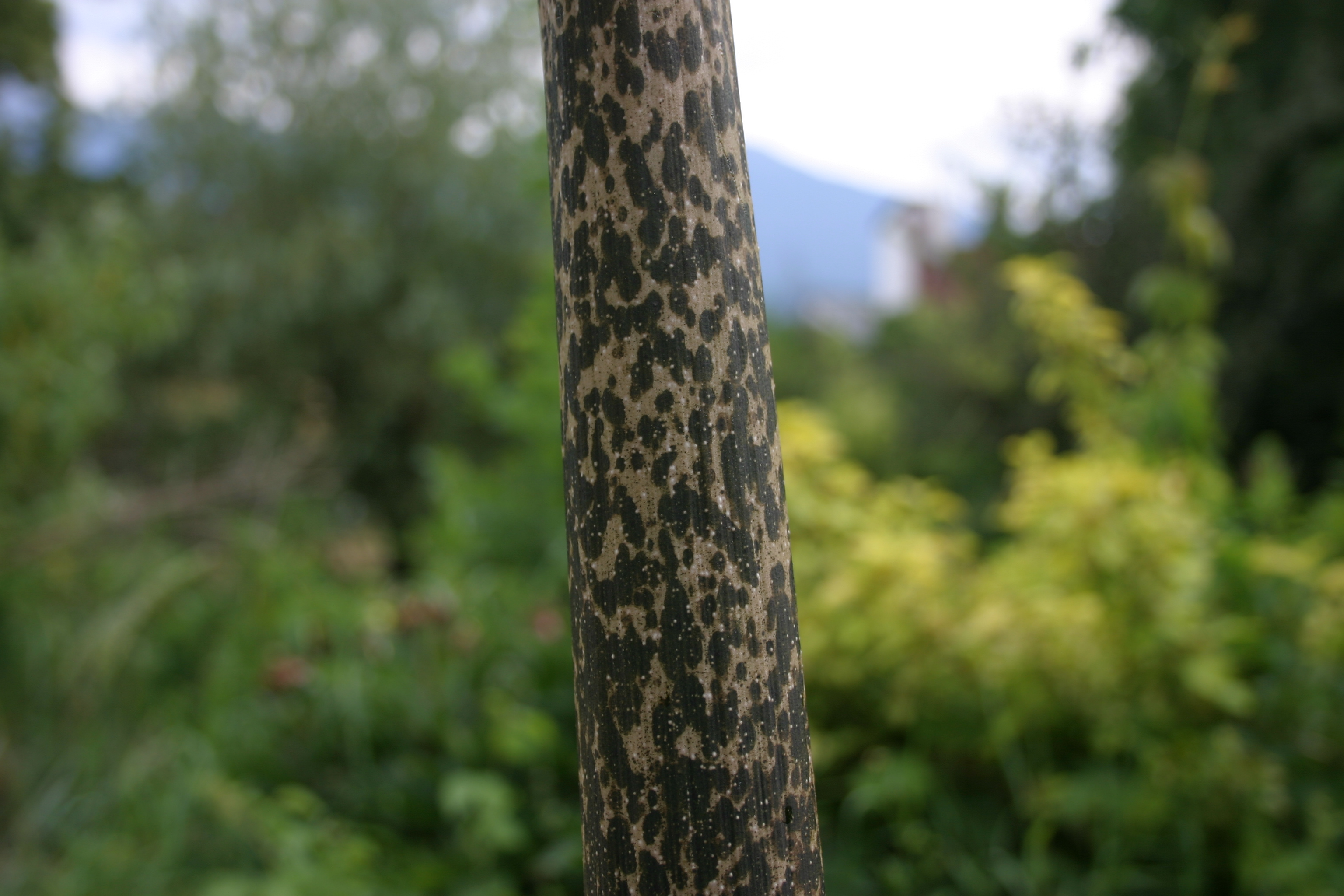
茎柄は斑模様になる
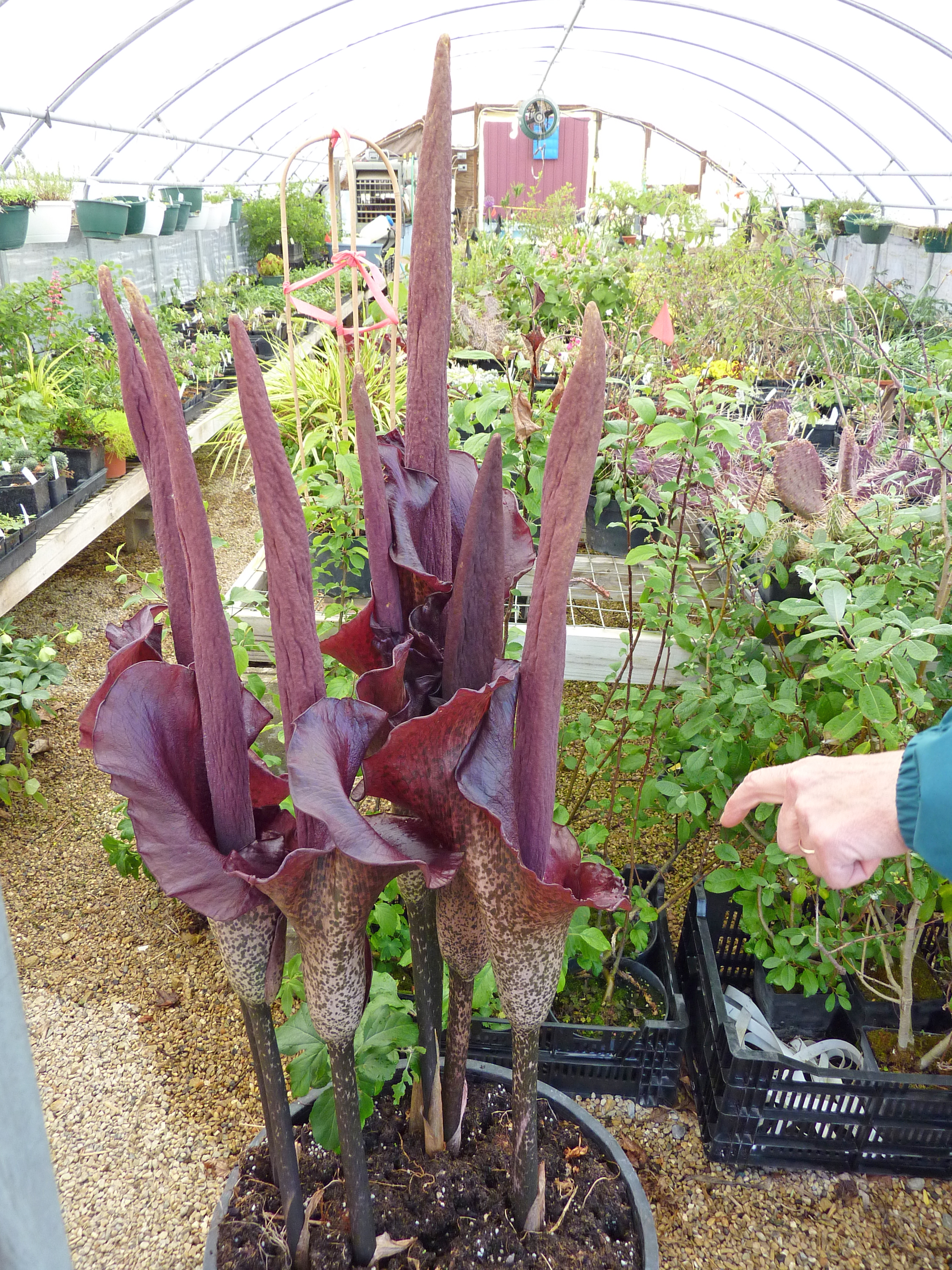
花
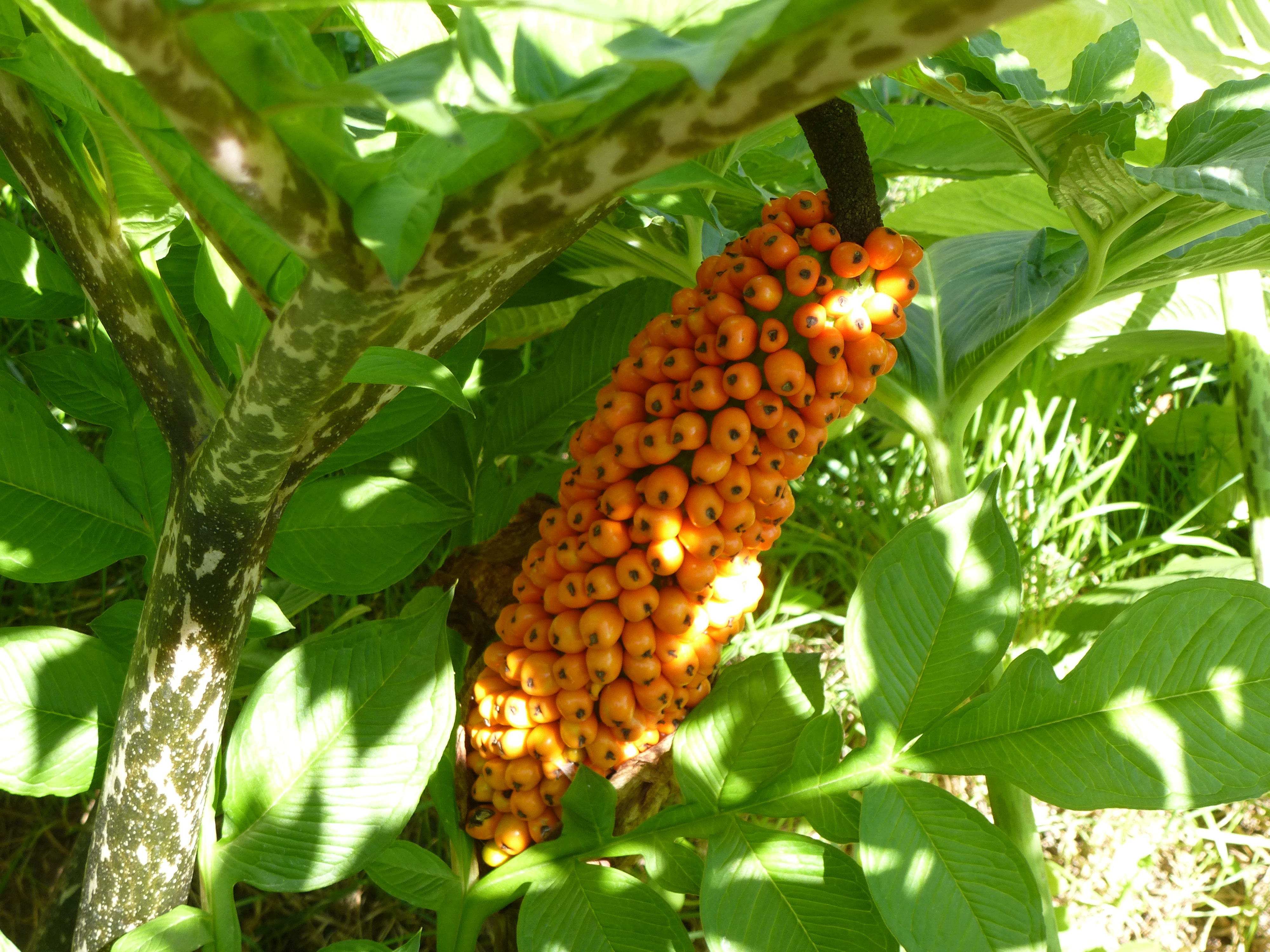
果実
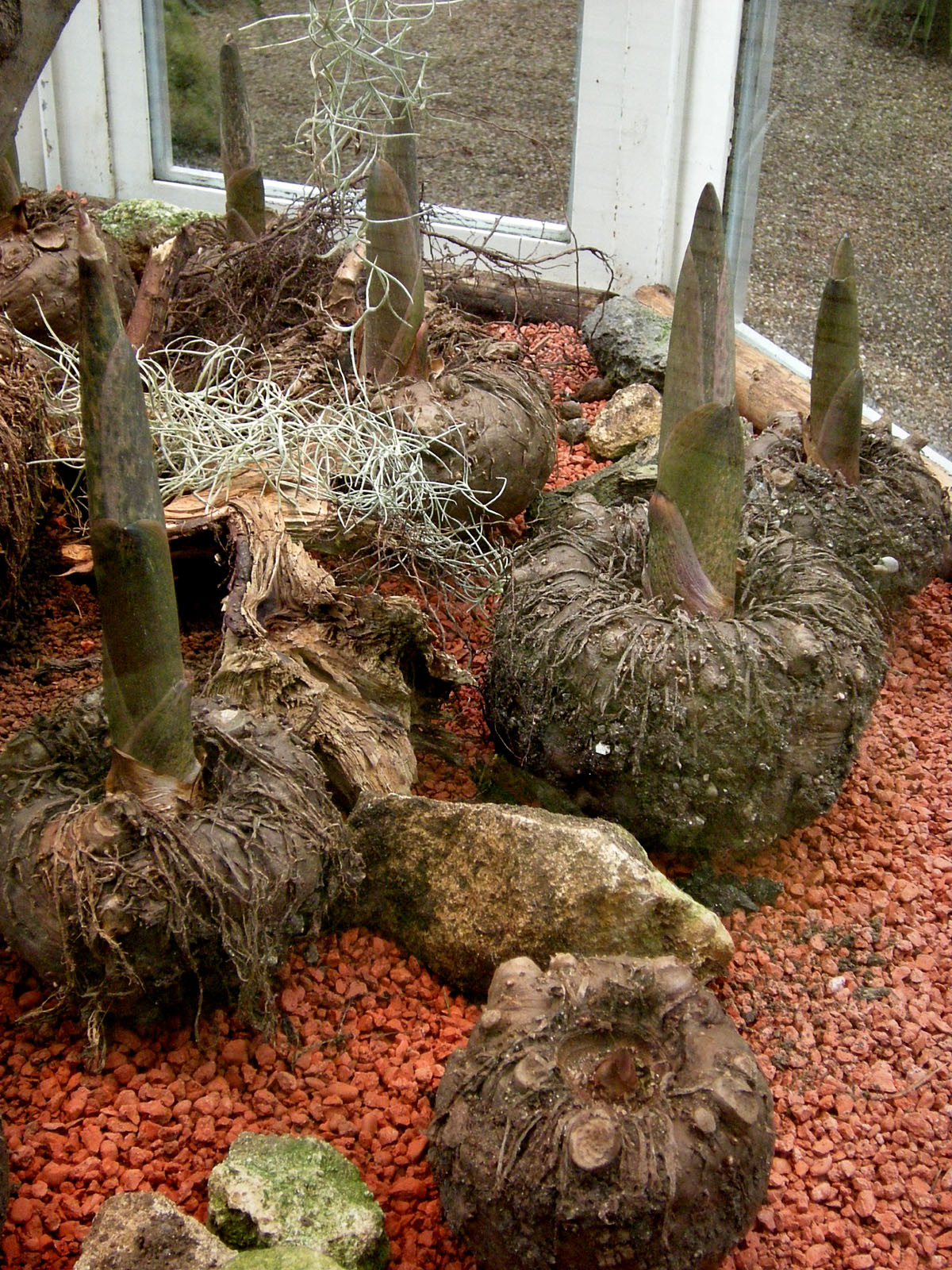
芋

## 生態
イノシシやサルの採食試験の結果から、コンニャクイモは野生獣にとって嗜好性が低い植物とされている。セスジスズメなどのスズメガ科の幼虫やマメコガネなどのコガネムシ科の成虫が葉を食べることがあるが、まれである。花にはハエやハネカクシ、マグソコガネが飛来する。

### 分布
原産地はインドまたはインドシナ半島（ベトナム付近）とされ、東南アジア大陸部に広く分布している。近縁種のヤマコンニャク（A. kiusianusまたはA. hirtus var. kiusianus）が、日本の四国南部から九州、南西諸島、台湾に自生している。

## 栽培
コンニャクは他の作物が育たないような山間部の陰地でも育てることができ、反当たりの収入も多い特色がある。日光不足の土地で育てると芋の太りは小さいが、逆に病気が出にくい。また、土が浅く石ころが混じるような地質でも育つため、1950年代には稲作に適さない山間部の傾斜地向きの作物と言われた。
栽培する場所は排水が良く強風に当たらない場所が適しており、畑で作ると芋が大きくなる代わりに腐りやすく、開墾地のような所で放任して育てた方がかえって作りやすい。サトイモとは逆にじめじめした土地では根が腐ってしまうため、果樹や茶との間作栽培も行われた。作物としては非常に弱く、畑地への人の出入りや風によって芋や葉が傷つくとそこから腐敗するため、秋に地上部分が倒伏するまではなるべく畑に入らないようにして育てる必要があり、雑草対策として刈敷が行われる。害虫はほとんど付かないが、地下部分が線虫の被害を受けることがある。
芋が十分に肥大するまでは普通数年かかる。このため、低温期には必要に応じて芋を掘り上げて適当な室内か地中で越冬させる。近年のコンニャク栽培では機械で掘り上げて芋を室内で保管することが圧倒的に多いが、かつての傾斜地の栽培では地中で芋を越冬させる方が多かった。群馬県上野村の事例では地中で芋を越冬させる農家の畑は南側の急傾斜地の上部にあり、機械化は困難な立地であったという。群馬県南部の事例では、コンニャクの地上部が枯れる冬季の裏作として麦類を栽培する事例が多かった。
腐敗病や乾腐病などの芋を腐らせる病気が幾つか知られる。土壌病害のものが多く防除が難しい。また、コンニャク栽培の特性として前述のように栽培期間が長いことから、畑だけではなく保管場所で蔓延しないような対策が研究されている。薬剤処理以外にも、温度処理によりコルク層の形成を促すキュアリング処理も研究されている。
サトイモや近縁種の病気はコンニャクにも発生するものがある。
コンニャクの日本における栽培自体はほぼ全国的に可能とされるが、近年の産地は北関東に偏在している。2018年度（平成30年度）の日本での収穫量は55,900tであるが、このうち群馬県 (93.2%) と圧倒的に多く、第2位栃木県 (2.7%) 、第3位茨城県 (1.4%) と続く。1950年代くらいまでは西日本から東北地方に至るまでほぼ全国的に栽培されており、群馬県の割合もここまで高くはなかった。蒟蒻を製造する際に静岡県、長野県を境に西側では芋を直接加工する伝統的な製造方法が多いのに対し、群馬県などの東日本では芋を粉砕して製造する方法が発達していたという。製造工程の機械化や小売店への大量流通が進むと、原材料の保管や大量流通の面で優れる東日本方式が有利になり、それに伴い産地も偏在していった。世界的な生産量は中国が圧倒的に多く、芋もしくは粉砕した粉末状の形で流通しており、日本にも大量に輸入されている。
近年の最大産地である群馬県においても産地は一定ではなく、急傾斜の山間部から水田転作の平野部へ、広域的には中毛地域から北毛地域へと移っているという。

## 食用

### 日本
芋の部分を食用にできるが、サトイモ科の多くの植物同様シュウ酸カルシウムの毒性が強く、生食は不可能である。食用とするためには茹でてアルカリ処理を行うなどの毒抜き処理が必須である。
基本的な毒抜きと蒟蒻の製法は、芋を粉砕して粉にし、水とともにこねた後に石灰乳（消石灰を少量の水で懸濁したもの。水酸化カルシウム水溶液）、炭酸ソーダ（炭酸ナトリウム）水溶液、または草木の灰を水に溶いたものを混ぜて煮沸して固めたものが蒟蒻として食用にされる。粉末には2種類あり、球茎を粉砕した荒粉とマンナンを精製した精粉に分かれ、コンニャク製造の際は双方を混合して用いる。
日本における蒟蒻粉は江戸時代中期の1776年頃（安永5年）に水戸藩那珂郡山方村農民の中島藤右衛門（なかじま とうえもん）（1747年-1825年）が、畑で鍬に切断された芋が白く乾燥しているのをヒントにして、粉状にすることを思いついたのが始まりとされる。生芋のままでは重く腐りやすいため近隣にしか販売できず価格も低かったが、蒟蒻粉に加工することで水戸藩の名物となり、販路は江戸どころか遠くは松前藩や畿内にまで広がった。この功績により万延元年、藤右衛門の曾孫、中島藤八郎の代で一族に名字帯刀と裃の着用が許されている。
一般的な蒟蒻は、副素材としてひじきやアラメ、ヒトエグサなどの海藻粉末を加えて色をつける。江戸時代に製粉法が開発されて白い蒟蒻を作ることが可能になったが、蒟蒻らしくないと評判が悪かったため、意図的に色をつけるようになった。形状や調理法は様々なものがある。各地の蒟蒻は後節を参考。

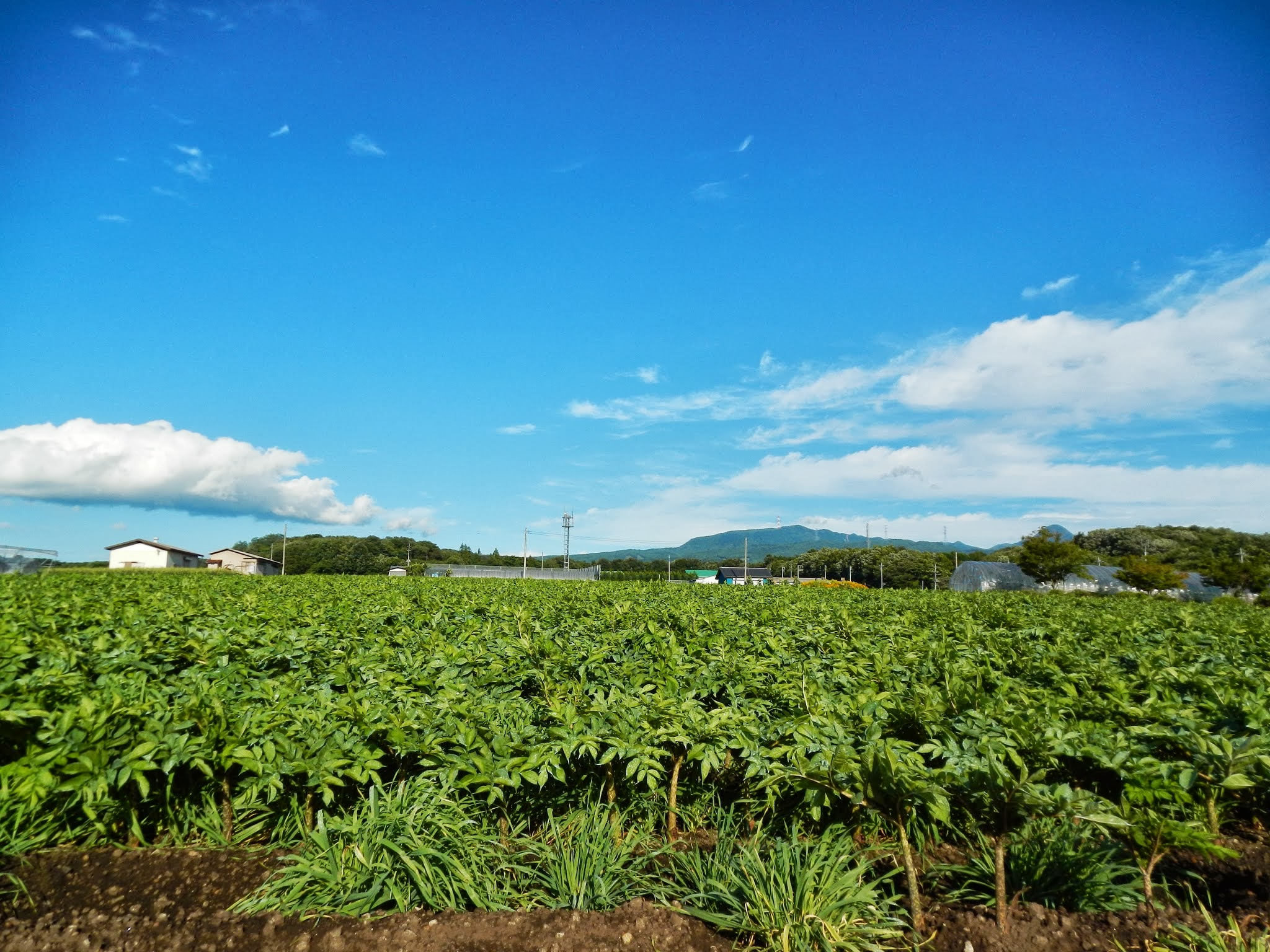
コンニャク畑（群馬県昭和村）
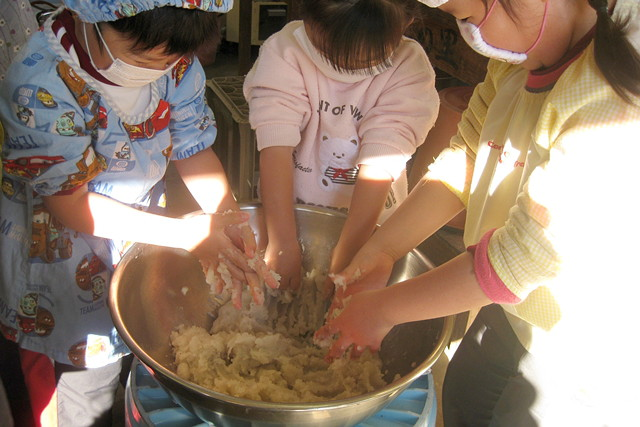
コンニャクの粉末を水と混ぜている場面
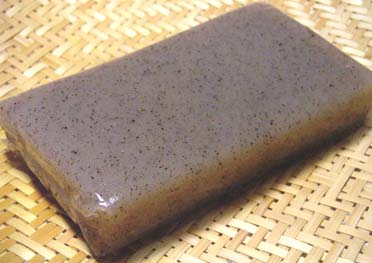
もっとも一般的な板状の蒟蒻

### 海外

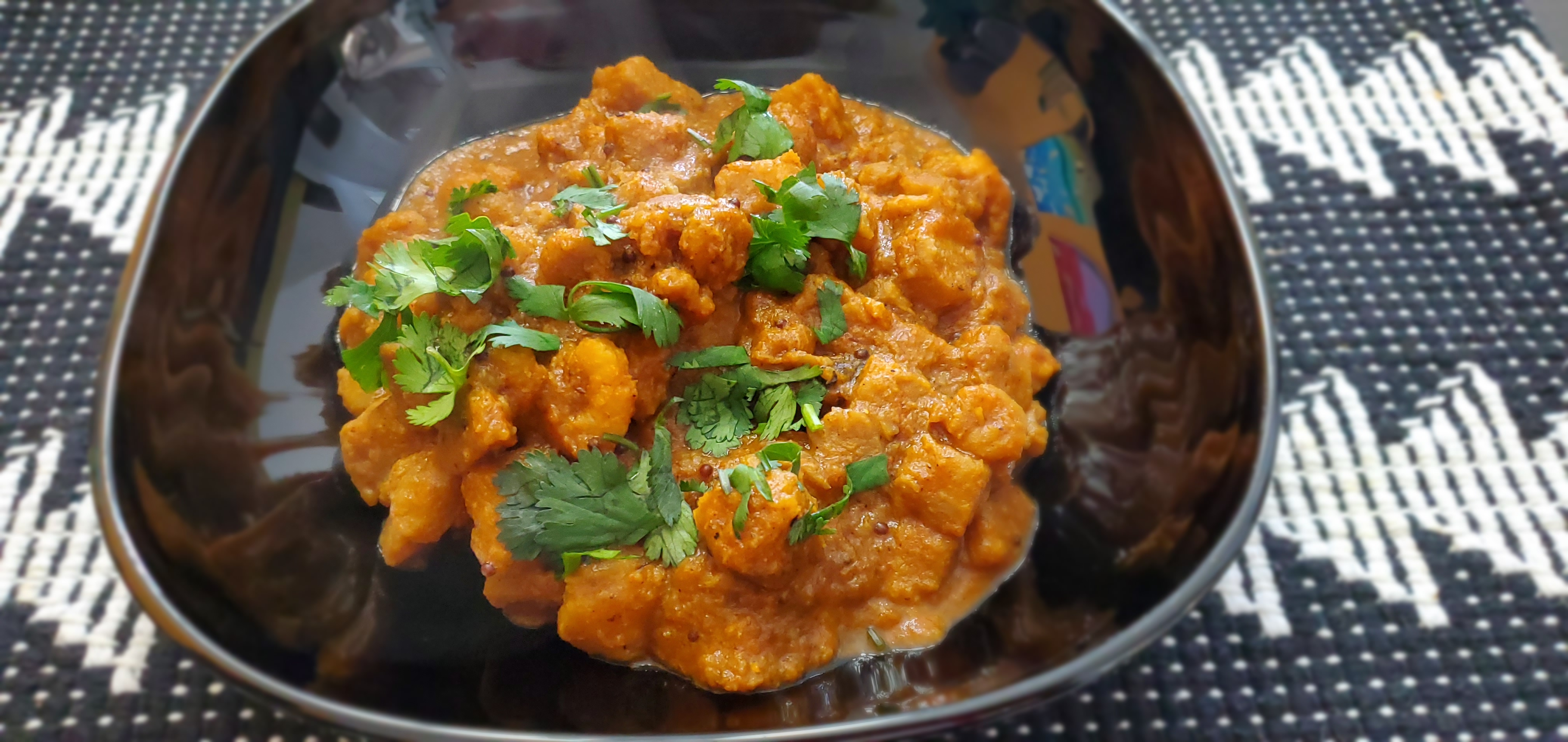
具にゾウコンニャクを使用したマレーシアのカレー

日本だけでなく中国やミャンマーもほぼ同じ方法で食用にする。元々はそちらの料理であったとされ、日本へは伝来したものと見られている。時期は諸説あり、飛鳥時代に医薬として仏教と共に伝来した説や縄文時代に伝来した説もある。鎌倉時代までには食品として確立し、精進料理に用いられるようになったと見られている。
インドネシアをはじめとする東南アジアではElephant Foot Yamと呼ばれる近縁種のゾウコンニャクの根茎が主食として扱われ、葉も野菜として食される。ゾウコンニャクはインドのゴア州ではスランとも呼ばれ、酒石酸を加えたタマリンドやヒドロキシクエン酸を加えたガルシニアインディカあるいはレモン汁などでシュウ酸カルシウムを処理して料理に使われる。西ジャワ州の一部地域では自家消費用として栽培しているという。

### 栄養価
| 項目           | 分量   |
| -------------- | ------ |
| 炭水化物       | 85.3 g |
| 食物繊維総量   | 79.9 g |
| 水溶性食物繊維 | 73.3 g |
| 不溶性食物繊維 | 6.6 g  |

| 項目           | 分量  |
| -------------- | ----- |
| 炭水化物       | 2.3 g |
| 食物繊維総量   | 2.2 g |
| 水溶性食物繊維 | 0.1 g |
| 不溶性食物繊維 | 2.1 g |

蒟蒻の成分は96 - 97%が水分であり、それを除くと主成分はグルコマンナンである。グルコマンナンはグルコースとマンノースが2:3-1:2の比率で重合した多糖類の一種で、「コンニャクマンナン」とも呼ばれる。ヒトの消化管ではほとんど消化されず、腸内微生物により一部脂肪酸に変換されて利用される。このため、カロリーが極めて低い食品（100gあたり5 - 7キロカロリー）の1つとされ、摂取カロリーを制限する必要のある場合の食品素材としてよく利用される。
蒟蒻に含まれるグルコマンナンなど食物繊維は、腸内の有害物を排出し、血圧やコレステロールを下げる働きもあるといわれている。グルコマンナンとグルコースを同時に摂取した場合、グルコマンナンには血糖値上昇抑制効果があった。グルコマンナンの粘性によるグルコースの拡散抑制が影響した可能性があるが、セルロースやプルランでは効果が認められなかった。なお、プルランは粘性が高いものの、人体の消化酵素で消化されてしまう。
蒟蒻のカロリーは300 g（1枚）で21キロカロリーと、非常に低い。四つ切りの蒟蒻おでんに2gの練り辛子をつけて食す場合、つけた練り辛子のほうがカロリーが高い（辛子6キロカロリー、蒟蒻5キロカロリー）ほどである。食物繊維が豊富なこともあり、ダイエット食品（健康食品）としても人気がある。また、物理的に腸の老廃物を押し出す効果があり「お腹の砂払い」ともよばれている。しかし、メッケル憩室保有者や胃切除を行った人は腸閉塞を起こしやすいとする報告がある。

### 調理法
蒟蒻はぷにぷにとした独特の食感を持ち、一旦凝固させると水溶性を持たず、強い弾力を示す。独特な臭みがあり、蒟蒻が敬遠される最も大きな理由ともなっている。この臭みの正体は、古くなった魚の臭い成分と同じトリメチルアミンという低分子物質である。コンニャクのトリメチルアミンは撹拌しただけでは発生せず、アルカリ性になると発生する事がわかっているが、その生成機構は未解明である。通常、ビニール袋やプラスチック製のパック詰めで販売されているが、缶詰などで販売されているものもある。調理に際しては一旦煮込んで灰汁抜きをするが、今日では灰汁抜きが不要な製品も多く見られる。

#### 日本
蒟蒻は日本ではおもにおでん、煮物、味噌汁、豚汁などの汁物や鍋物の具に使われる。コンニャクを使った味噌汁は精進料理でたぬき汁とも呼ばれる。また、串を刺して味噌田楽の素材としても用いられる。たこ焼きなどに味付けした物を小さく切って入れる物もある。「しらたき」はすき焼きやおでんなどに使用される。他に炒め物やこんにゃくステーキなども存在するなど使用法は幅広い。板こんにゃくは、味がしみ込みやすいように表面に浅い切れ目を入れたり、手でちぎって調理されることもある。ただし、調理の際に酸の強い調味料を使うと結合力が低下し、軟化したり溶解してしまう場合があるので注意が要る。

#### 江戸前期までの調理法
1697年（元禄10年）に刊行された『本朝食鑑』には蒟蒻粉が発明される前の調理法が記録されている。秋にコンニャクの根を収穫し、まず水に浸して束子で黒い皮を取り除き洗い清める。次に臼で細かく搗いて餅を作り、濃い灰汁で10ほど煮たのち水で再度煮る。灰汁と水を都度新しいものに取り換えてこの煮沸行程5～6回繰り返すと凍子と呼ばれる姿になる。食べる際にはこれを改めて4～5回煮て悪汁（アク）を抜く。あるいは早生の藁と一緒に煮ると氷のようになって味が良く、京都は丸山寺の僧侶がこれを作る。江戸では総州鍋山産のものが美味で、佐倉のものは色が黒くキメが粗い。なお、灰汁で煮る際に石灰を少し加えると、とりわけ味が良くなる。

#### 中国
中国では、貴州省や雲南省、四川省など少数民族が多い地域でよく食され、四川では「磨芋」、雲南では「魔芋」「魔芋豆腐」と一般的に呼ばれている。日本と似たような煮物や惣菜のような調理が多いが、これらの地方の小吃では、コンニャクをステーキのように焼いた料理に、唐辛子や、薬味がたっぷり効かされている。
江戸期日本の『本朝食鑑』では野菜として扱われたコンニャクだが、明の時代に刊行された書物『本草綱目』では毒草に分類されている。

## 様々な蒟蒻

### しらたき・糸蒟蒻
関東では、材料を細い穴から押し出してから凝固させて作る細い糸状のこんにゃくを「しらたき（白滝）」と呼んでいた。これに対して、関西では板蒟蒻を細く切って糸状にした物を糸蒟蒻と呼んでおり、製法が異なる両者は別物と言われていた。2020年現在では糸こんにゃくも細い穴を通す製法になったために両者を区別する方法はなくなったとされる。

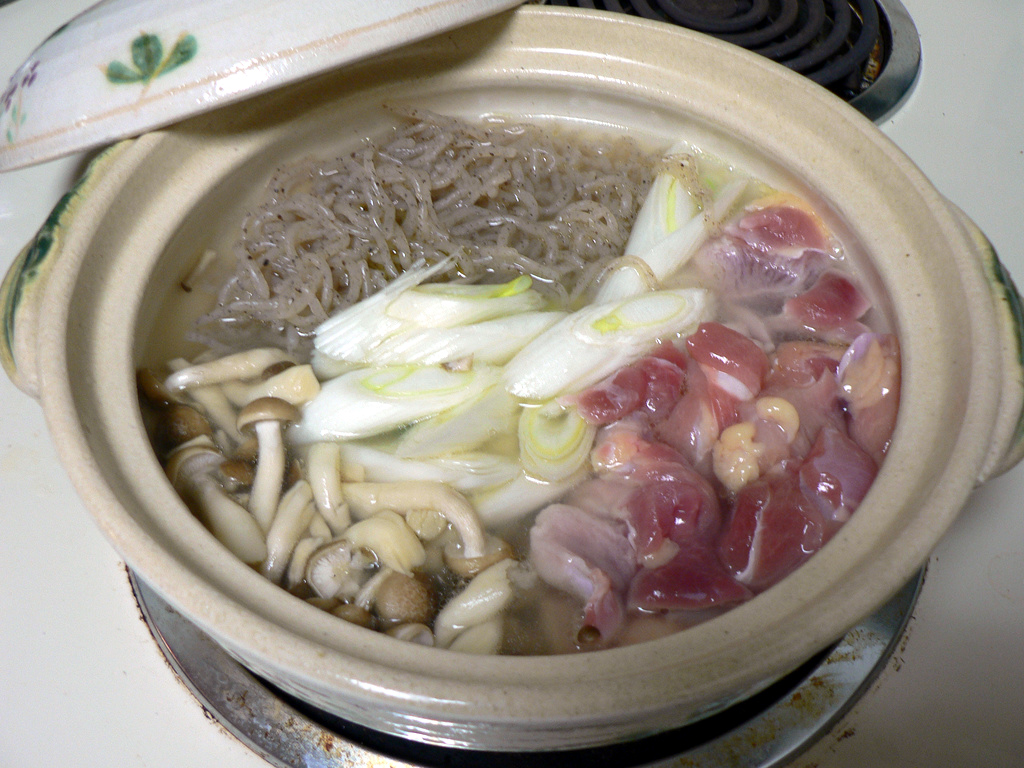
糸蒟蒻を入れた鍋料理

糸蒟蒻をより細くしたものをしらたきと区別する場合もある。近年は、白い「しらたき」や、おでん用に機械で巻かれた（結ばれた）ものが東西を問わず普及しているため、白いものを「しらたき」、こんにゃく色のものを「糸こんにゃく」と呼ぶことが一般的である。蒟蒻突きなどの道具を用い5 - 10mm角程度の太さにしたものは突き蒟蒻と呼ばれ、主に炒め物や煮物に使われる。原板を細くするところは糸蒟蒻と同じだが、糸こんにゃくとは別に扱われる。
「すき焼きにしらたき（糸蒟蒻）を入れると肉が硬くなる」との説があるが、これを間違いとする調査結果を日本こんにゃく協会が公表している。
欧米ではコンニャクは「Devil's tongue（悪魔の舌）」とも呼ばれ、あまり人気のない食材であった。しかし、和食ブームとともに低カロリーの健康食品として欧米にも広がりつつある。特に、「しらたき」が健康的なパスタとして欧米で流行した。日本でもラーメンやうどん等の麺類の缶詰において、一般的な小麦粉の麺では缶内のスープで延び続けてしまうため、コンニャクの麺が使われる（らーめん缶を参照）。

### 玉蒟蒻
玉状の蒟蒻を3個か4個程度ずつ割り箸に刺していき、大鍋の中で醤油ベースの汁で煮込んだもの。玉蒟蒻を煮るときにはだしを使用し、日本酒を入れる。食べるときには辛子をつける。山形県や群馬県の一部では、観光地・祭り・学園祭などで必ずと言っていいほど売られている。また、東京などにある山形の郷土料理を売り物にする居酒屋でメニューに載せられていることもある。

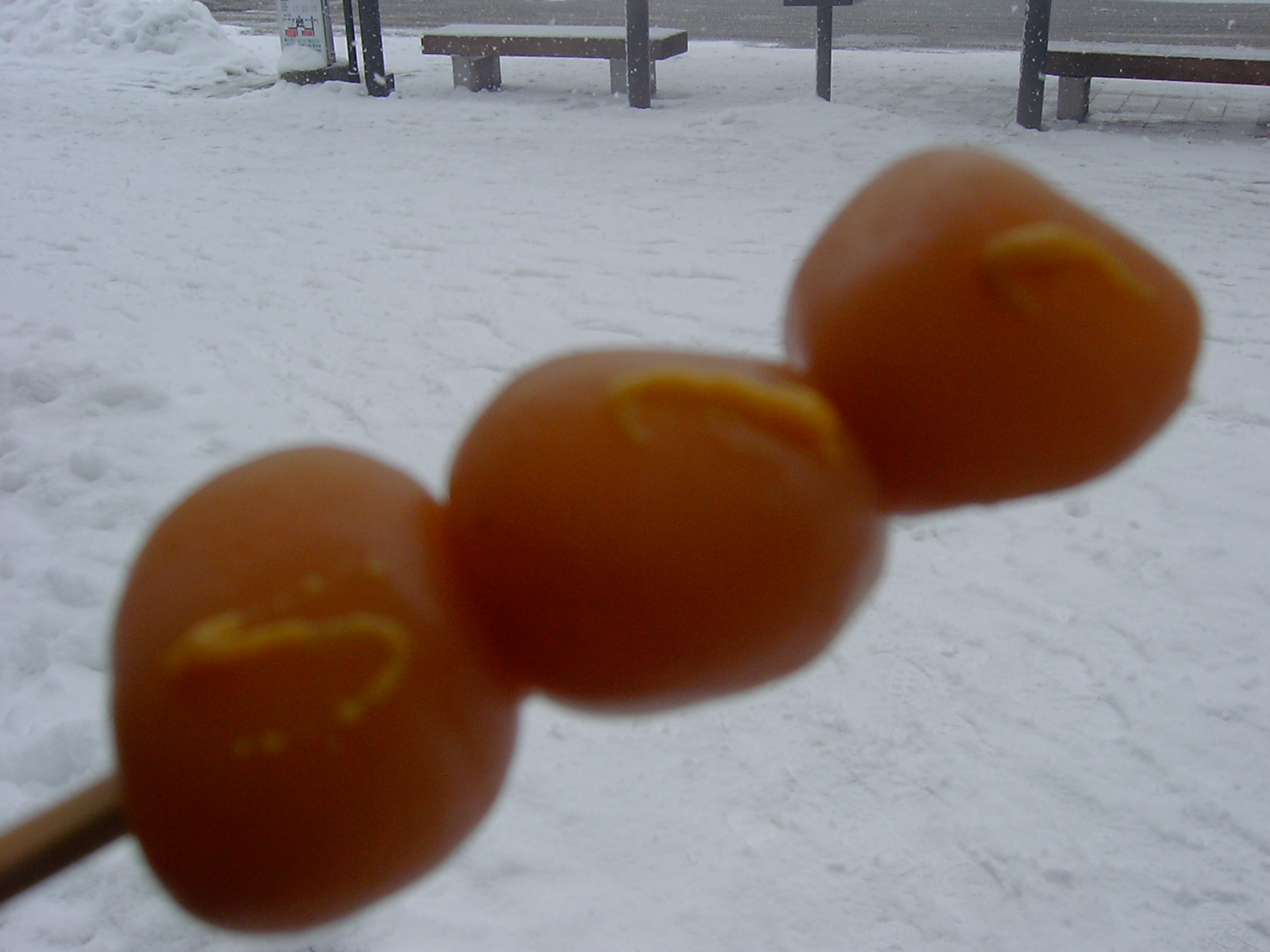
玉蒟蒻

略して「玉こん」と呼称することがあるが、これは株式会社平野屋（山形県）の登録商標である（商標登録番号 第762418号）。山形県内陸部で玉蒟蒻が浸透した理由として、江戸時代に、地域的に貧しく砂糖や米粉が満足に入手できず羽州街道筋の茶屋において、団子の代わりとして供されたのが始まりとする説がある。

### 刺身蒟蒻
蒟蒻のなかでも精粉から作ったものはアクが少ないため、生のまま刺身にして食べることもできる。角型に成型されたものを薄く切って食べるほか、刺身専用に作られたものも市販されている。刺身こんにゃく専用に作られたものは、食感のためか表面をやや粗くしてあり、風味や外観を変えるために青海苔や胡麻、人参などで着色してあるなどの特徴がある。味が淡白なため、刺身蒟蒻に生姜醤油や酢味噌を付けて食べることもある。見た目や食感がフグに似ることから、ふぐ刺しを模したものを山ふぐとも称する。
レバー生食の規制強化に伴い、代替としてレバ刺し風味の蒟蒻も出回っている。

### 手綱蒟蒻

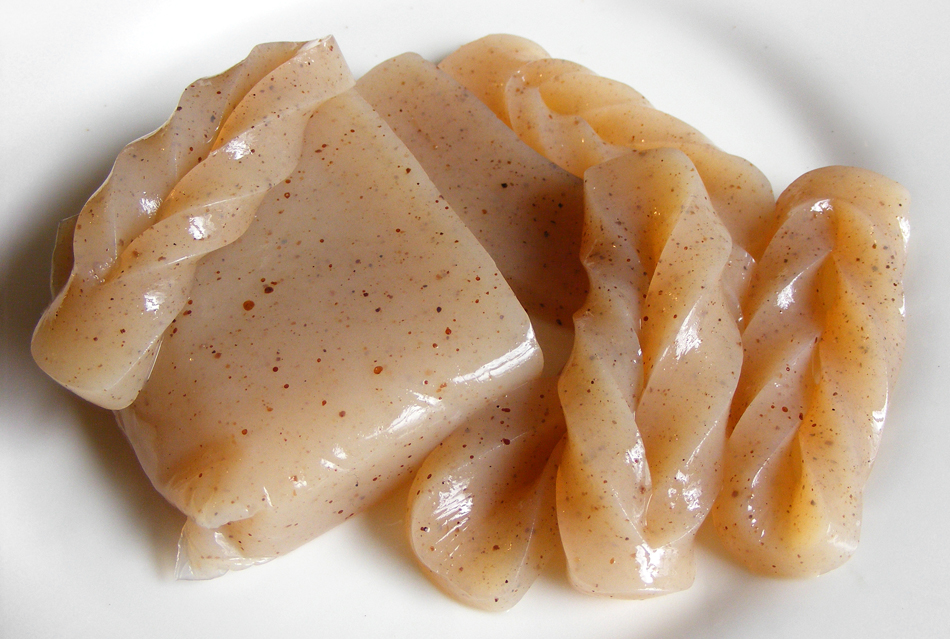
手綱蒟蒻

薄く切った蒟蒻の中央部に切れ込みを入れ、切れ込みの部分をひねりねじったもの。見た目の面白さに加え、表面積が大きくなるため煮物にすれば味の染み込みが良くなる利点がある。

### 凍み蒟蒻、氷蒟蒻
高野豆腐に似た「凍み蒟蒻」と呼ばれる蒟蒻の加工品がある。現代では茨城県北部の一部地域（常陸太田市など）のみで作られている。蒟蒻が凍結と解凍を繰り返すと、中の水分が抜けて、見かけが灰色から白っぽく変わる。農閑期である冬場の田圃に藁を敷いて、夜間の寒さによる凍結と、日中の天日による解凍を利用する。煮しめなどに入れる食材としてのほか、洗顔スポンジにも使われる。
冷凍した蒟蒻を解凍すると、繊維質が残ってスポンジ状になり、元の食感が失われる性質を利用して、凍らせた蒟蒻を食肉の代替品とする調理法もある。冷凍する前に目的のレシピに合わせ、コンニャクをカットしてから冷凍することが重要である。電子レンジでの解凍は食感を悪くするため、凍らせた蒟蒻は必ず自然解凍または熱湯をかけて解凍する。

### 赤蒟蒻

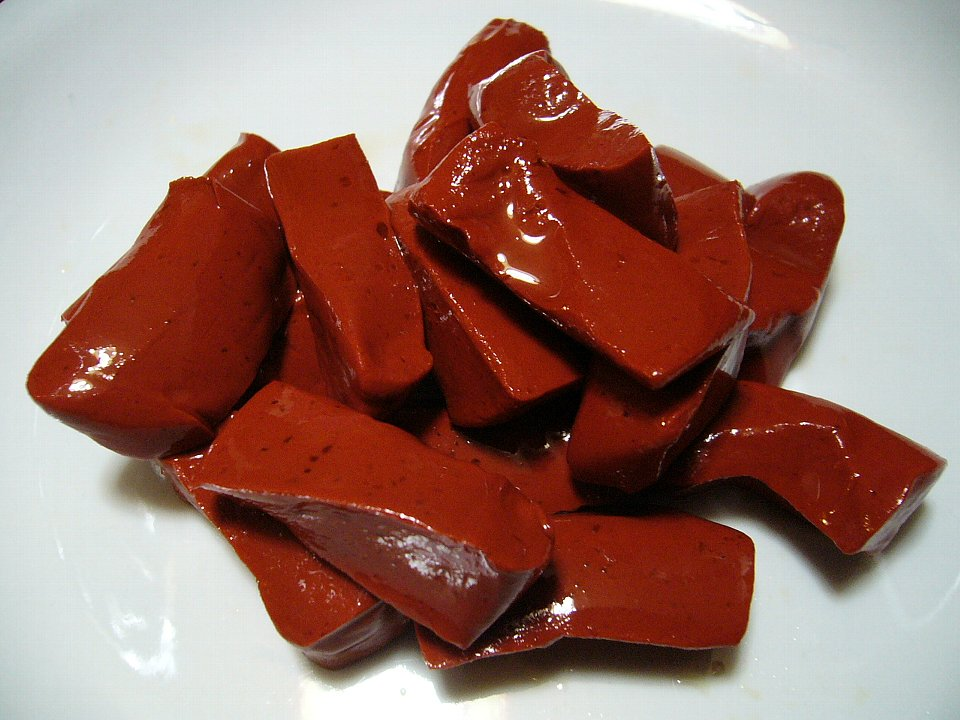
赤蒟蒻

製造過程で三二酸化鉄を混入して着色した、赤色の蒟蒻のこと。滋賀県の近江八幡地域でのみ長年流通してきたもので、この地方では赤蒟蒻しか製造流通していなかった。こんにゃくの独特な臭いがなく、近江八幡市から全国に広まった。薄くスライスして、生レバーに見立てて食することもある。

### 粒蒟蒻
粒状に加工したこんにゃく。ご飯の代用など、食感や低カロリーを生かし、各種食品に混ぜられることもある。

## 食品以外の用途

### 耐水性高分子素材
蒟蒻粉を水に溶かした蒟蒻糊は高分子化合物として強い粘着力を持ち、近世から近代にかけては化粧品や土壁、線香などの粘着剤、増粘剤として広く使用された。また、和紙に塗布すると強度が上がるだけでなく防水性を発揮するため、和傘や擬革紙に活用された。近代に入るとオブラート、セルロイド代用品、微生物の培地としても使用されている。
今日では布や紙等の防水・気密加工には軟質のゴムや合成樹脂などが利用されるが、戦前には合成樹脂の大量生産は技術的にも経済的にも確立されていなかった。第二次世界大戦当時には東南アジア方面のゴム資源が得られにくくなっており、蒟蒻糊は国内調達が可能で防水性と気密性を備えた防水加工素材として注目された。耐久性こそゴムに劣るものではあったが、代用品として盛んに使われ、果ては風船爆弾のような兵器にまで使用された。今日見られる紙製バルーンなどの気密にはコンニャク芋原料の多糖類高分子素材ではないが、環境に配慮して生分解性のある素材が選択されている。

### お化け屋敷の小道具
お化け屋敷や肝試しにおける恐怖演出の小道具として、蒟蒻が利用されることもある。糸などで蒟蒻をぶら下げ、通りかかる人の顔や首筋を狙ってぶつける。すると冷やっとした蒟蒻独特の質感で、何とも言いがたい気色悪さを与えることになる。
ただ今日では、このような用法は学園祭などのような「素人芸能」的な活動以外ではほぼ見られない。食品であることから、もったいないとして忌避されたり、衛生上の問題があるためである。代用としては、保冷剤や濡れふきんなども利用される。

### 温熱療法
民間療法として、蒟蒻を茹でて熱々にしたものを布（タオル）で何重にもくるみ、布（タオル）の表面が人肌よりやや熱いくらいにして、内臓など患部の上にのせて長時間ゆっくりと温める、一種の保温材としても使われる。蒟蒻は温め直せば何度でも再利用が可能で、鮮度や衛生に問題がなければ使用後に食べてもよい。

### その他
耳鼻咽喉科において、手術の際の止血材として氷蒟蒻が用いられる事がある。
手術練習用の常温長期保存が可能な模擬臓器が製造、市販されている。
人肌に温めたコンニャクが男性の自慰行為に使われることがある。

## 文化

### 名称
一説には日本のコンニャクは古代から栽培されていたとされるが、司馬遼太郎の研究によると蒟蒻は平安時代に刊行された『和名類聚抄』で「古爾夜久」と表記するなど大和言葉による呼び名が存在せず、方言としても残っていないとされた。一方、中国の漢文遺産をたどっても蒟蒻という言葉は西晋の詩人左思の文章に見られるのみで、そもそもコンニャクという日本語は中国語で発音した蒟蒻（拼音: jǔ ruò）とも掛け離れており、現代中国で一般的な魔芋（拼音: mó yù）とも異なっている。ところが雲南省の文字を持たない少数民族、景頗族が使用するザイワ語では蒟蒻をクンニャオと呼び、日本語のコンニャクと共通性がある。そのため、コンニャクの中国から日本への伝播は漢字の渡来より前であり、倭人の時代に呼び名とともに伝播したと照葉樹林文化論の文脈で考えられた仮説がある。

### 言葉・イメージ
- 蒟蒻はぷよぷよして柔らかい、柔軟性と弾力性を兼ね備えたもの、とのイメージがある。たとえば野球における梨田昌孝の「コンニャク打法」や佐藤政夫の「コンニャク投法」、また『あしたのジョー』の「コンニャク戦法」などの使われ方もある。
- 内では威張りかえり、外では弱気な者を指す「内弁慶」と同義の「こんにゃく閻魔」という表現がある[63]。
- 意味不明でかみ合わない問答を「こんにゃく問答」という。寺の和尚に化けたコンニャク屋が、禅僧と問答する落語の演目から。
- ぐにゃぐにゃ、ぶるぶるしている様子を、コンニャクが幽霊となった姿にたとえて「こんにゃくの幽霊」ともいう[64]。
- 「坊主とコンニャクは田舎がよい」といわれる。これは田舎の黒いコンニャクが、混ぜ物を多く含む都会の白いコンニャクより優れるとされるように、仏僧も余計な世間知のない純朴な人物のほうがふさわしいということである[65]。
- 「ボウズコンニャク」[66]、「コンニャクウオ」[67]という魚が存在する。
- 政治家の隠語で、100万円の札束を指す。
- 『ドラえもん』には、食べるとあらゆる言語を自国語として理解できるほんやくコンニャクというひみつ道具が登場する。
- 『ルパン三世』においては、石川五ェ門が所持する斬鉄剣では切れない物の一つとしてよくメディアなどで取り上げられる。

### 伝承
- 閻魔大王はコンニャクを好むといい、東京都文京区小石川の浄土宗寺院・源覚寺には「こんにゃく閻魔」と称される閻魔像がある。この像に好物のコンニャクを供えて祈願すれば眼病に霊験があるという[68]。
- 東京都墨田区の三輪里稲荷神社は「こんにゃく稲荷」と呼ばれ、初午の日にコンニャクの御符を授与している。のどの病気・風邪にご利益があるとされる[69]。
- 茨城県久慈郡大子町、十二所神社の境内社に「蒟蒻神社」があり、#食用節で前述した中島藤右衛門が祀られている[70]。

## こんにゃくと政治
コンニャクは、産地が限られ栽培の難しい特殊作物の宿命として「こんにゃく相場」と例えられるほど価格変動の激しい作物であった。国内生産者保護のため、こんにゃく芋は関税割当制度の対象とされ、安価な輸入こんにゃく芋には国内産より高コストとなるように、高額の関税が課されている。2015年の1次税率（267トン以内）は40%、2次税率は2796円/kgである。ウルグアイ・ラウンド合意によってこんにゃく芋の関税化が始まった1995年当時は、2次税率の関税率は1706%に相当した。また、各年度において、年度開始からの累積の輸入量が一定量を超えると超えた月の翌々月からその年度の終わりまで「特別緊急関税」と呼ばれる3728円/kgの緊急関税率が適用されることが定められ、2009年2月1日、2009年9月1日、2010年7月1日、2012年12月1日に実際に発動している。
自由民主党には、こんにゃく農家の保護・育成のために活動する「こんにゃく対策議員連盟」があり、群馬県を地盤とする小渕恵三も会長を務めていた。2011年、当時の民主党政権の前原誠司外務大臣は、こんにゃく芋に高関税が設定されていることについて、こんにゃく芋の大産地である群馬県から出た、自民党の内閣総理大臣が多いからだと発言した。
ただし近年は輸入品価格も上昇し、2008年は1 kg当たり800円程であったため関税率は350%程度で、関税が適用されても輸入こんにゃく芋の方が安くなる場合もある。なお、精粉等のこんにゃく製品の輸入は自由化されており、関税率は20.3%である。
2020年代、群馬県におけるこんにゃく芋の生産費は30キロ当たりの4300円程度に対し、2022年産までの過去10年の販売価格の平均がほぼ同じ4328円と利益が出ない状況となった。さらに2023年には在庫量が増加したため販売価格が下落、生産するほど赤字という状況となった。2024年8月、JA群馬中央会と県農協農政対策本部は、農家への損失補填など緊急支援策を山本一太知事に要請。知事は支援を行う姿勢を示した。